# Kännätsalo
Kännätsalo är en ö i Finland. Den ligger i Kivijärvi och i kommunen Luumäki i den ekonomiska regionen  Villmanstrands ekonomiska region  och landskapet Södra Karelen, i den södra delen av landet, 180 km nordost om huvudstaden Helsingfors. Öns area är 6,16 kvadratkilometer och dess största längd är 4,5 kilometer i nord-sydlig riktning. Ön är förbunden med vägar åt två håll; åt sydost via Jalkosaari, som genom vägbanken är en del av Kännätsalo till Risulahti. och åt nordväst med ön Huuhtsalo.